# Еличич, Динко
Динко Еличич (хорв. Dinko Jeličić; род. 19 сентября 1973, Загреб) — хорватский футбольный тренер и бывший футболист.
Был исполняющим обязанности главного тренера «Аль-Насра» после ухода Руди Гарсии 13 апреля 2023 года. У него есть опыт работы в Хорватии, Иране и Саудовской Аравии.